# Павлова, Нина Владимировна
Нина Владимировна Павлова (27 ноября 1910 года — ?) — горный инженер-геолог, первооткрыватель Чапинского месторождения россыпного золота (Северный Урал).

## Биография
Родилась в городе Уфе в семье рабочего-слесаря. В 1916 г. их семья переехала в г. Барнаул.
В 1928—1930 работала садчицей на хлебозаводе, одновременно с 1929 г. училась на курсах по подготовке в ВТУЗ при Барнаульском окружном отделе народного образования. В 1930 г. поступила в Свердловский горный институт, окончила его по специальности «Геологические поиски и съемка».
Работа:
- 1935—1936 Алапаевская геологоразведочная партия на хромиты Уральского геологического треста — прораб.
- 1936—1940 Геологоразведочный отдел треста «Уралзолото» — начальник геоморфологической партии.
- 1940—1945 Уральское геологическое управление — начальник геологопоисковой партии на марганец, начальник геологосъемочной партии.
- 1945—1958 трест «Уралзолото» — старший геолог поисково-разведочных партий на россыпное золото.
- 1959—1965 Уральское геологическое управление — старший геолог Нормативно-исследовательской партии.

С 1965 года на пенсии.
В 1950-х гг. разведала Чапинское месторождение россыпного золота на Северном Урале. В марте 1978 г. ей вручены Диплом и нагрудный знак «Первооткрыватель месторождения».
Награждена медалью «За доблестный труд в Великой Отечественной войне 1941—1945 гг.» (1946).

## Память
Её имя занесено на мраморную доску «Первооткрыватели месторождений и крупные организаторы геологического изучения Урала» в вестибюле станции метро «Геологическая» (Екатеринбург).